# Kordelija (luna)
 Kordelija  je Uranov pastirski satelit, ki je Uranu najbližji. 

## Odkritje in imenovanje
Luno Kordelijo je odkril Richard J. Terrile 20. januarja 1986 na posnetkih, ki jih je naredil Voyager 2. Takrat je dobila začasno oznako S/1986 U 7
.
Pozneje je niso več opazili do leta 1997, ko jo je posnel Vesoljski teleskop Hubble . 
Astronoma Richard French in Philip Nicholson sta iskala v Uranovih obročih popačenja, ki bi jih lahko povzročila dva pastirska satelita (Kordelija in Ofelija. Našla sta valovanje na enem robu obroča ε. Izračunala sta lego obeh lun in Erich Karkoschka je na posnetkih, ki jih je naredil Vesoljski teleskop Hubble, našel obe luni v marcu leta 2000.  

Uradno ime je  dobila po najmlajši hčerki Leara iz Shakespearove tragedije Kralj Lear.

## Lastnosti
O luni Kordeliji je znana samo tirnica , premer  in albedo. Na slikah, ki jih je naredil Voyager 2, izgleda podolgovato telo z vzdolžno osjo usmerjeno proti Uranu. Njena gostota je 1,3 g/cm³, kar je manj kot gostota Zemlje. To kaže na to, da jo sestavlja v veliki meri tudi vodnega ledu. Njena površina je zelo temna (albedo je 0,08). Težnostni pospešek na površini je komaj 0,0073 m/s². Njena tirnica je znotraj sinhrone tirnice, ki se ji zaradi plimskih vplivov počasi zmanjšuje polmer.